# Thalhammer von Thalegg

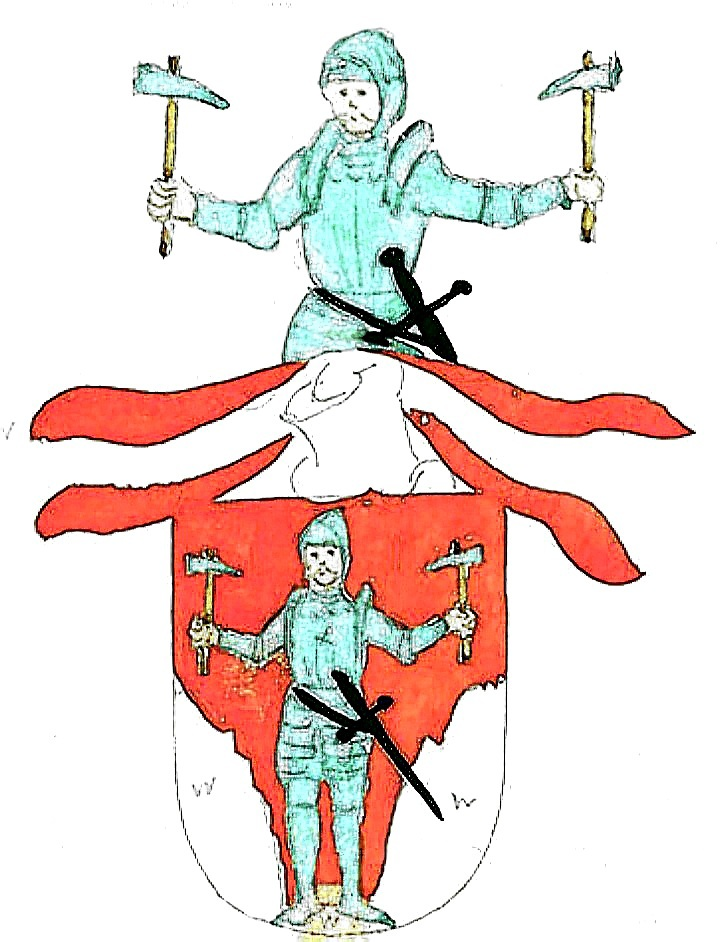
Stammwappen der Thalhammer, 1515 von Kaiser Maximilian verliehen

Thalhammer von und zu Thalegg war der Name eines briefadeligen Geschlechts aus der Grafschaft Tirol, das 1702 in den Freiherrenstand erhoben wurde und 1706 im Mannesstamm erloschen ist.

## Geschichte
Kaiser Maximilian I. verlieh Sigmund Talhamer am 2. Jänner 1515 in Innsbruck einen Wappenbrief. Der spätere Stammsitz der Herren von Thalhammer war der Ansitz Thalegg in St. Michael bei Eppan, ursprünglich im Besitz des Tiroler Zweiges des Augsburger Patriziergeschlechts von Langenmantel. 

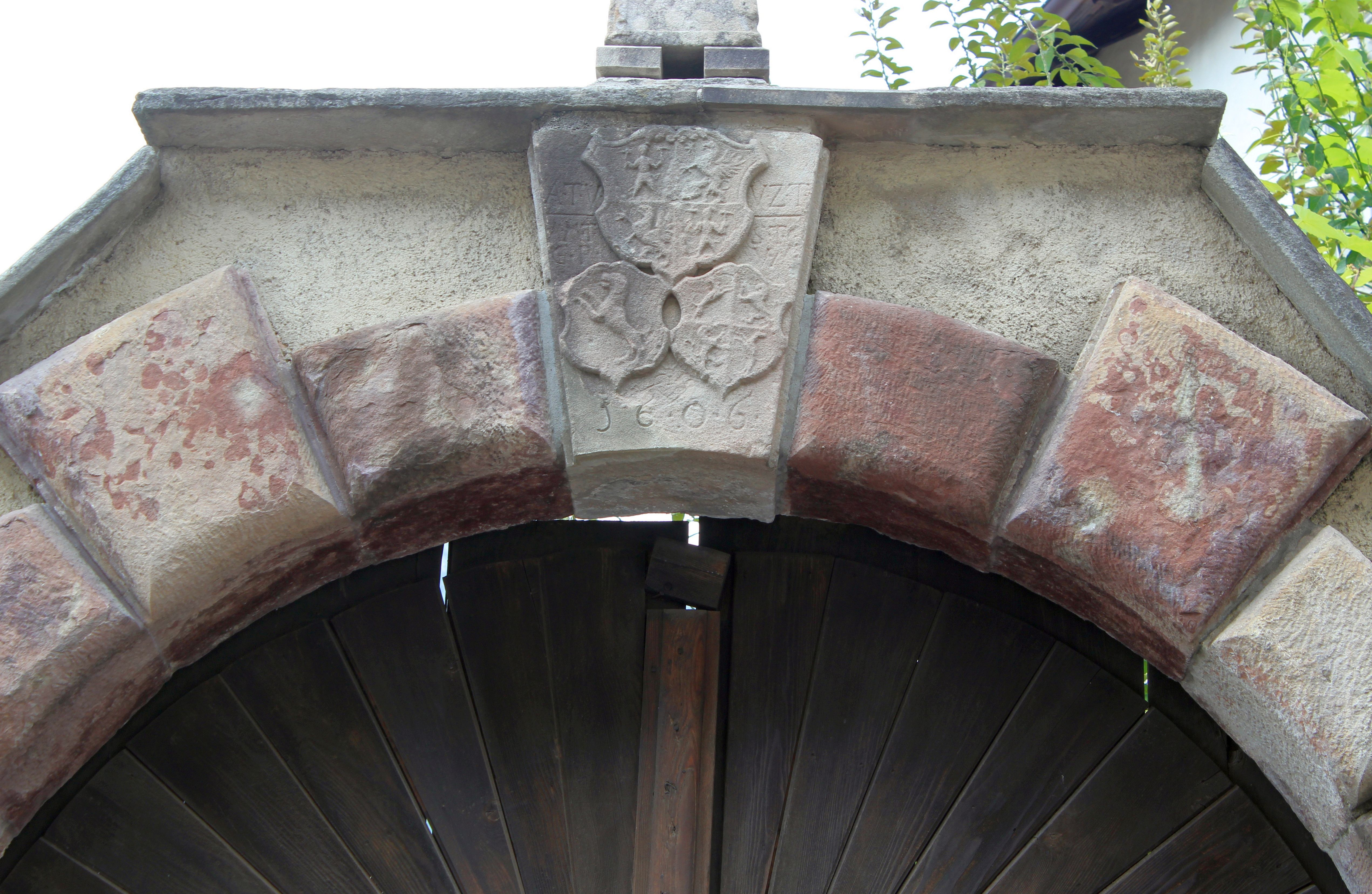
Wappenstein mit dem gemehrten Wappen der Thalhammer von Thalegg am Ansitz Thalegg in Eppan

Am 21. Mai 1594 erhielt Dionysus Thalhammer in Innsbruck die Adelsfreiheit, eine Wappenbesserung und die Erlaubnis sich nach seinem Besitz „von und zu Thalegg“ nennen zu dürfen. Nach dem Tode Dionysus Thalhammers kam es 1604 zwischen den Thalhammer´schen Erben Eva Thalhammer, verehelichte Kleiber zu Auer, Maria Thalhammer verehelichte Tschugg in der Vill und Abraham Thalhammer zu einem Prozess. Von Hefner zu Folge wurde 1636 Wolfgang Thalhammer in den Adelsstand erhoben. Hans, Friedrich, und Ferdinand Thalhammer von Thalegg stifteten am 10. Oktober 1687 in Bozen eine Rosenkranzbruderschaft bei der Pfarre Lengmoos. Am 20. Dezember 1702 verlieh Kaiser Leopold I. in Wien dem k. k. Rat und Tiroler Landmann Franz Thalhamer von und zu Thalegg den erbländisch-österreichischen Freiherrenstand. 1706 ist das Geschlecht im Mannesstamm erloschen. Die Erbtochter Veronika Thalhammer von und zu Thalegg brachte den Ansitz Thalegg an die Familie ihres Mannes Franz Paris Mörl von Mühlen und Sichelburg. Der Zweig nannte sich auch „von Thalhammer-Mörl zu Thalegg“.

## Wappen
Stammwappen (redendes Wappen): Auf rotem Grund zwischen zwei Felsen (im Tal) ein Geharnischter, der in beiden Händen je einen Berghammer (oder Streit- bzw. Reiterhammer) hält.